# Parepistaurus pygmaeus
Parepistaurus pygmaeus är en insektsart som först beskrevs av Heinrich Hugo Karny 1909.  Parepistaurus pygmaeus ingår i släktet Parepistaurus och familjen gräshoppor. Inga underarter finns listade i Catalogue of Life.